# 잔느 메티
잔-마리 마테이-조네(Jeanne-Marie Matthey-Jonais, 1886년 1월 25일 ~ 1980년 11월 24일)는 프랑스의 여자 프로 테니스 선수이다.
그녀는 1909년부터 1912년까지 프랑스 오픈 여자 단식에서 4년 연속 우승을 차지하였으나, 1913년 결승에서는 마르그리트 브로퀘디스에게 패하였다.
마테이는 이집트 알렉산드리아에서 스위스인 아버지와 프랑스인 어머니 사이에서 태어났으며, 1900년 가족과 함께 프랑스 파리로 이주하였다. 이후 그녀는 레이싱 클럽 드 프랑스에서 테니스를 시작하였다.
1913년 7월 마테이는 샹티이와 콩피에뉴에서 열린 대회에서 단식 우승을 거머쥐었다. 샹티이 대회에서는 준결승에서 14세의 쉬잔 랑글렌을, 결승에서는 케이트 질루-펜윅(Kate Gillou-Fenwick)을 꺾었다. 그 달 말 콩피에뉴 대회에서는 결승에서 랭글렌의 기권으로 우승을 차지하였다. 같은 해 10월에는 파리 실내 코트 챔피언십(Paris Covered Court Championships) 단식 결승에서 브로퀘디스를 상대로 3세트 접전 끝에 승리하여 또 하나의 타이틀을 추가하였다.
제1차 세계대전 중, 마테이는 적십자 간호사로 참전하였다. 그녀는 전선에서 여러 차례 중상을 입었으며, 오른팔의 부상으로 인해 테니스 선수 생활을 마감하게 되었다. 1972년 롤랑가로스를 방문한 자리에서 그녀는 전쟁에서 입은 상처로 인해 "자신은 여러 조각으로 이루어진 사람"이라며 농담을 하기도 했다.
1927년에는 간호사로서의 봉사를 인정받아 공공구호 명예 동메달을 수여받았다. 이후 1952년에는 레지옹 도뇌르 훈장 슈발리에(기사)로 임명되었으며, 1958년에는 오피시에(장교), 1962년에 코망되르(사령관)로 승진하였다.
제2차 세계대전 중에는 프랑스 레지스탕스로 활동하며 비밀 메시지 전달 등의 임무를 수행하였다. 이후 게슈타포에게 체포되어 고문을 당한 뒤, 1945년 독일 강제 수용소에 수감되기도 하였다.